# بيت سنايدر
بيت سنايدر (بالإنجليزية: Pete Snyder)‏ هو رائد أعمال أمريكي، ولد في 5 أغسطس 1972.